# Adrianopolské příměří
Adrianopolské příměří, někdy označované také jako Istanbulská smlouva či smlouva z Edirne, představuje významnou kapitolu v dějinách střední Evropy. Podepsaná 19. června 1547 v Istanbulu, tato dohoda byla výsledkem dlouhodobých vojenských konfliktů mezi Osmanskou říší a Habsburskou monarchií, jako bylo obléhání Ostřihomi roku 1543, přičemž do jednání byli zapojeni i představitelé Svaté říše římské.

## Historický kontext
Na počátku 16. století se situace ve střední Evropě dramaticky změnila. Po bitvě u Moháče v roce 1526, kdy uherský král Ludvík II. padl při střetu s Turky, se Uherské království dostalo pod vliv Osmanské říše. V důsledku toho se ujal moci Jan Zápolský, kterého sultán Sulejman Nádherný ustanovil správcem Transylvánie. Habsburkové, zejména arcivévoda Ferdinand I. a císař Karel V., si však nárokovali uherskou korunu a neuznali vládu Zápolského.
Politická situace se dále zkomplikovala, když Habsburkové potřebovali zajistit východní hranici, aby se mohli soustředit na protestantské nepokoje na západě, což nakonec sehrálo roli i ve vypuknutí třicetileté války (1618–1648). Kromě vojenských střetů sehrály svou roli i diplomatické iniciativy, například v roce 1525, kdy francouzský velvyslanec Jean Frangipani v Istanbulu jednáním o osvobození zajatého krále Františka I. Francouzského usiloval o oslabení Habsburků.

## Obsah smlouvy a průběh vyjednávání

### Předcházející dohody a příměří
V listopadu 1545 bylo po sérii konfliktů sjednáno 18měsíční příměří mezi oběma mocnostmi. Po vyčerpávajících jednáních, do kterých se zapojil i vyslanec císaře Karla V. Gerhard Veltwick, se začaly vést finální rozhovory, jež vyústily v podepsání první písemné dohody mezi Habsburky a Osmanskou říší.

### Hlavní body smlouvy
- Uznání osmanské nadvlády: Ferdinand I. a Karel V. uznali, že oblasti Uherska pod kontrolou Osmanské říše zůstanou v jejím držení.[5]
- Tributární povinnost: Habsburské území v severním a západním Uhersku se zavázalo platit Osmanské říši každoroční tribut ve výši 30 000 zlatých florinů (v tureckých pramenech uváděno jako 30 000 dukátů), což mělo sloužit jako pojistka pro Vídeň.[1][6]
- Vzájemná zdrženlivost: Obě strany se zavázaly, že během platnosti smlouvy na sebe nezaútočí.
- Obchodní ujednání: Smlouva rovněž umožňovala obchodníkům obou stran volný obchod za předpokladu placení stanovených daní.

Dokument byl sepsán v osmanské turečtině a platnost dohody stanovil na pět let. Ratifikace následovala v několika fázích, kdy například císař Karel V. a sultán Sulejman Nádherný potvrdili závazky svých států.

## Důsledky a následné události
Adrianopolské příměří přineslo Habsburkům relativní mír na východní hranici, což jim umožnilo věnovat více pozornosti protestantským nepokojům v západní Evropě. Avšak napětí mezi Osmanskou říší a Habsburky v Uhersku přetrvávalo.
Po smrti Jana Zápolského v roce 1540 nastaly vnitřní spory o uherskou vládu. Isabela Jagellonská, která převzala péči o novorozeného syna Jana, byla vyslána do Lipovy, aby spravovala Erdel (Transylvánii). Uherský regent Jiří Martinuzzi brzy uzavřel tajné dohody s Ferdinandem I., což v červenci 1551 vedlo k přijetí nové dohody, jež upevnila Ferdinandův nárok na Uhersko. Konflikt se opět vyostřil, když rakouské vojsko zaútočilo na území v Erdelu, které bylo pod osmanskou ochranou, čímž bylo porušeno Adrianopolské příměří.
Odpovědí sultána Sulejmana a jeho vojenských velitelů, jako byl Sokollu Mehmed Paša, byly vojenské operace zaměřené na ochranu osmanských zájmů v regionu. Osmanská vojska tak znovu získala několik strategických pevností a území, což dále prohlubovalo rozpory mezi oběma říšemi.

## Závěr
Adrianopolské příměří z roku 1547 představuje významný mezník, kdy se střetávaly ambice evropských mocností a expanze Osmanské říše. Uznáním osmanské nadvlády nad částmi Uherska a zavedením tributárního systému se nastolil dočasný mír, který však nemohl zastavit dlouhodobé mocenské spory. Tato dohoda nejenže změnila politické uspořádání střední Evropy, ale i předznamenala další konflikty, jež formovaly evropskou historii až do počátku 20. století.